# Limbaži distrikt
Limbažis distrikt (lettiska: Limbažu rajons) var till 2009 ett administrativt distrikt i Lettland, beläget i den nordöstra delen av landet vid Östersjön. Den största staden i distriktet är Limbaži med ungefär 8 700 invånare, som ligger 90 km från Riga. Distriktet gränsar till Estland i norr, Riga i söder, Valmiera i öst och Rigabukten i väst.